# Język nukeria
Język nukeria (a. nuguria, nukuria), także: fead, nahoa – język z grupy polinezyjskiej języków austronezyjskich używany przez mieszkańców atolu Nukuria w prowincji Bougainville w Papui-Nowej Gwinei. Według danych z 2003 roku posługuje się nim 550 osób.